# Mineiro-austral
Mineiro-austral ou curriqueiro-patagónico (Geositta antarctica) é uma espécie de ave da família Furnariidae.
Pode ser encontrada nos seguintes países: Argentina e Chile.
Os seus habitats naturais são campos de gramíneas de clima temperado.